# Елизабета Каналис
Елизабета Каналис (итал. Elisabetta Canalis; Сасари, 12. септембар 1978) је италијанска глумица и модел. Рођена је у Сасарију на италијанском острву Сардинији. Светску јавност је привукла као девојка Џорџа Клунија, са којим је била од 2009. године до 2011. године.